# Eckartsweiler Sägmühle
Die Eckartsweiler Sägmühle (früher auch Schwarzenmühle) ist eine stillgelegte Wassermühle des Welzheimer Waldes und ein Wohnplatz der Stadt Welzheim im baden-württembergischen Rems-Murr-Kreis.

## Lage
Die ehemalige Mühle steht im bewaldeten Tal der Wieslauf westlich von Eckartsweiler am Ausgang der Schwarzklinge. Oberhalb der Mühle lagen die abgegangenen Mühlen Östliche Hägerhofer Sägmühle und Gausmannsweiler Sägmühle, unterhalb die im 19. Jahrhundert abgerissene Schmalenberger Sägmühle.

## Geschichte
Erstmals erwähnt wurde die Eckartsweiler Sägmühle unter dem Namen Schwarzenmühle in einem Schorndorfer Lagerbuch von 1696. Als Inhaber wird Friedrich Müller et Consorten genannt. Im 19. Jahrhundert war die Mühle eine typische kleine Bauernmühle im Besitz einer Eigentümergemeinschaft, die sich aus Georg Rau, Michael Seitz, Gottfried Müller und Georg Adam Klenk zusammensetzte. Die Mühle wurde von den Landwirten gemeinsam betrieben und jeder Teilhaber konnte die Mühle seinem Anteil entsprechend nutzen. Die Mühle hatte ein unterschlächtiges Wasserrad und um 1908 eine Leistung von 3 PS.
Das Gebäude ist noch vorhanden und wird als Wohnhaus genutzt.